# La Petite-Boissière
La Petite-Boissière é uma comuna francesa na região administrativa da Nova Aquitânia, no departamento de Deux-Sèvres. Estende-se por uma área de 12,92 km². Em 2010 a comuna tinha 646 habitantes (densidade: 50 hab./km²).